# Kelly Caicedo
Kelly Johana Caicedo Alegría (Cali, Colombia; 26 de noviembre de 2002) es una futbolista colombiana juega como defensora y su equipo actual es el Deportivo Cali de la liga profesional femenina, ha sido internacional con la selección de Fútbol de Colombia, Kelly es prima de Linda Caicedo

## Participaciones internacionales

### Participaciones en Campeonatos Sudamericanos
| Competición                            | Sede    | Resultado   |
| -------------------------------------- | ------- | ----------- |
| Campeonato Sudamericano Sub-17 de 2022 | Uruguay | Subcampeona |

### Participaciones en Copa del mundo
| Competición                            | Sede  | Resultado  |
| -------------------------------------- | ----- | ---------- |
| Copa Mundial sub-17 Femenina FIFA 2022 | India | Subcampeón |

## Clubes
| Club           | País     | Año         |
| -------------- | -------- | ----------- |
| América        | Colombia | 2018 - 2019 |
| Deportivo Cali | Colombia | 2020 - 2022 |
| Cruzeiro       | Brasil   | 2023        |
| Alianza Lima   | Perú     | 2023        |
| Deportivo Cali | Colombia | 2024        |

## Palmarés

### Campeonatos nacionales
| Título        | Club           | País     | Año  |
| ------------- | -------------- | -------- | ---- |
| Liga Femenina | América        | Colombia | 2019 |
| Liga Femenina | Deportivo Cali | Colombia | 2021 |
| Liga Femenina | Deportivo Cali | Colombia | 2024 |